# Nørre Næraa Sogn
Nørre Næraa Sogn er et sogn i Bogense Provsti (Fyens Stift).
I 1800-tallet var Bederslev Sogn anneks til Nørre Næraa Sogn. Begge sogne hørte til Skam Herred i Odense Amt. Nørre Næraa-Bederslev sognekommune blev ved kommunalreformen i 1970 indlemmet i Otterup Kommune, der ved strukturreformen i 2007 indgik i Nordfyns Kommune.
I Nørre Næraa Sogn ligger Nørre Næraa Kirke.
I sognet findes følgende autoriserede stednavne:
- Bredstrup (bebyggelse, ejerlav)
- Dalene (areal)
- Kørup Huse (bebyggelse)
- Nærå Strand (vandareal)
- Nørre Nærå (bebyggelse, ejerlav)
- Ringe (bebyggelse, ejerlav)
- Roerslev (bebyggelse, ejerlav)
- Rosenlund (bebyggelse)